# Жак де Вокансон
Жак де Вокансо́н (фр. Jacques de Vaucanson; 24 лютого 1709, Гренобль — 21 листопада 1782, Париж) — французький механік та винахідник.

## Біографія
Жак був десятим сином у бідній сім'ї майстра. Потім навчався в школі єзуїтів, пізніше школі ченців-мінімів.

## Механізми

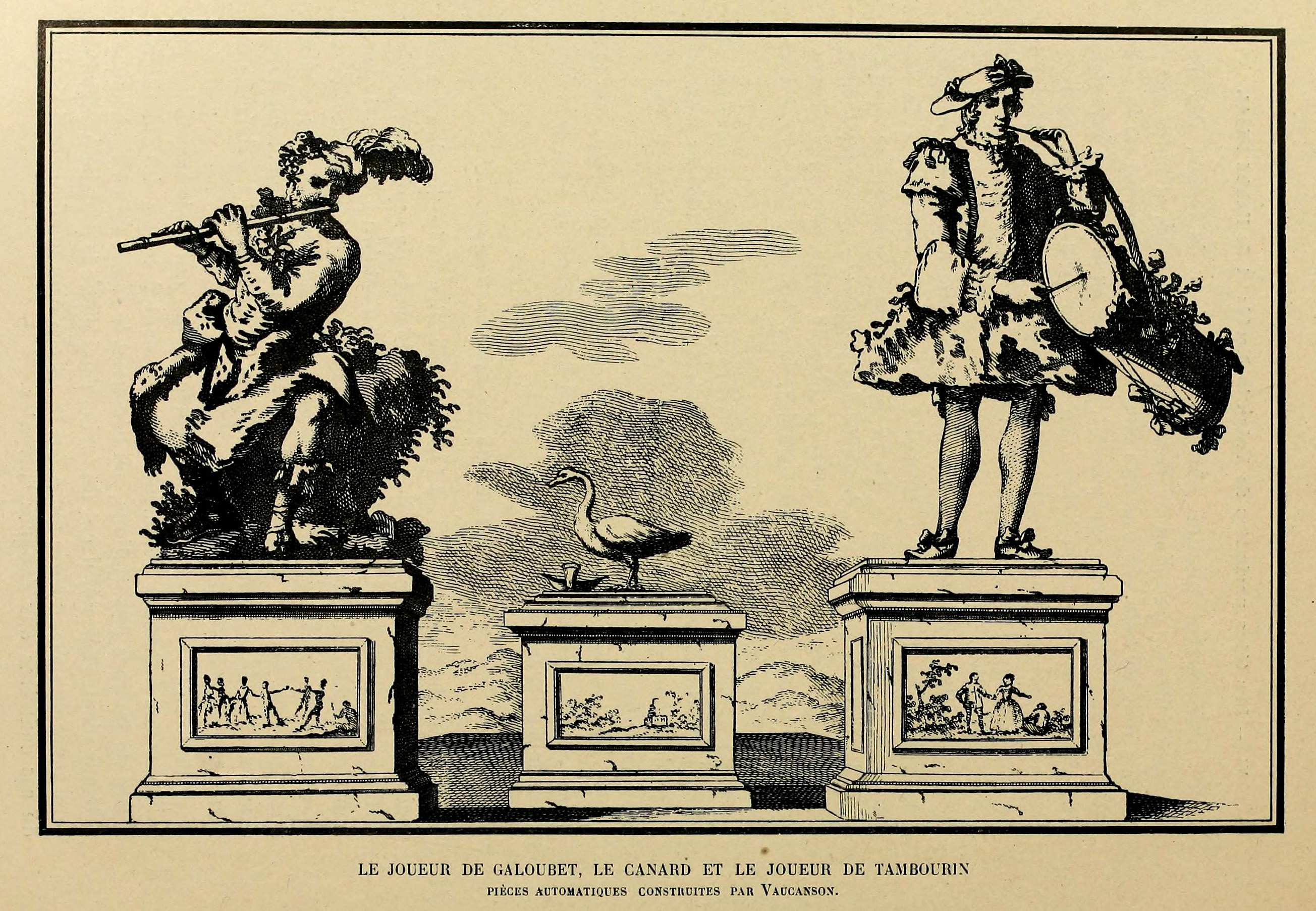
Три механічні фігури Жака де Вокансона. Гравюра 18 століття, книжка «Історія іграшок» («Histoire des jouets»).

У 1727 році відкрив власну майстерню в Ліоні, де розпочав конструювати механічні іграшки. Найбільшої популярності Вокансону принесли людиноподібні механізми. Популярними також були мідні качки, які пурхали, били крилами, клювали розсипаний корм. Відома і фігура флейтиста в зріст людини, всередині якої влаштовані були пружини і міхи, які подавали повітря в різні частини механізму так, що губи людиноподібного механізму і його пальці здійснювали правильні рухи по флейті. У 1738 році Вокансон показував цю фігуру в Парижі і пояснив її механізм у брошурі «Механізм автоматичного флейтиста» («Le mécanisme du fluteur automate», Париж, 1738).
Сконструював також шовкоткацький верстат. Винайшов стрічковий ланцюг для передачі обертового руху. [джерело?] Механізми Вокансона зібрані у кабінеті його імені у Паризькій консерваторії мистецтв і ремесел.